# مناطق مسکونی در استونی

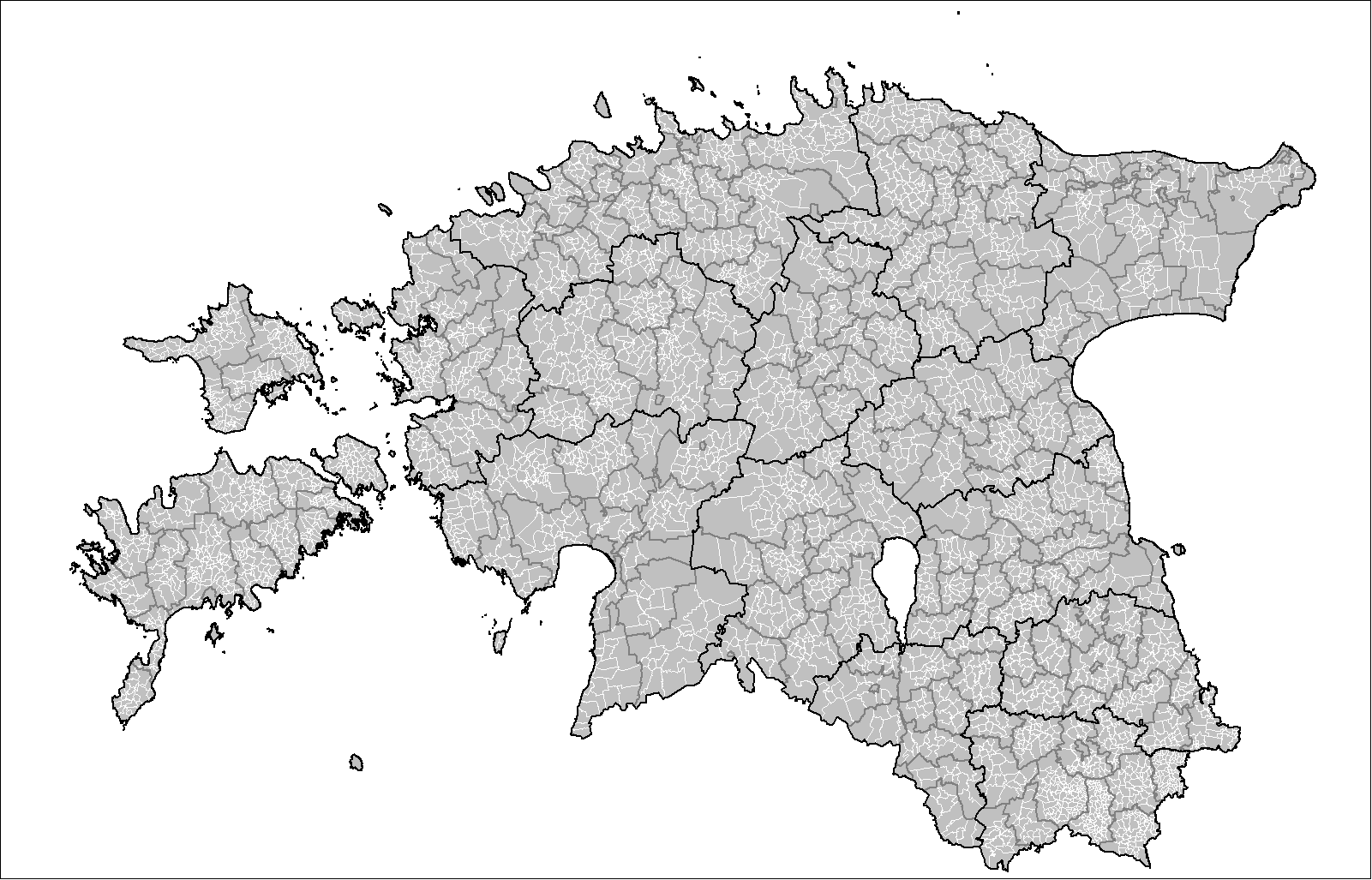
مکان‌های مسکونی در استونی

مکان‌های مسکونی در استونی (به‌طور رسمی: واحدهای سکونتگاهی)، شهرها یا واحدهای سکونتگاهی شهرداری‌های روستایی هستند، اما در این بین فقط شهرها دارای وظایف اداری هستند. واحدهای سکونتگاهی خود به سکونتگاه‌ها و مناطق شهری (تقسیمات شهرها) تقسیم می‌شوند.
به‌طور رسمی پنج نوع واحد سکونتگاهی در استونی وجود دارد:
- شهر (Est: linn)
- شهر بدون وضعیت شهرداری (Est: vallasisene linn)
- شهرستان (بخش) (Est: alev )
- بخش کوچک (Est: alevik)
- روستا (Est: küla)

## منبع
1. ↑  Estonian: asustusüksus
2. ↑  Estonian: asula
3. ↑  Estonian: asum